# 小红头树鹛
小红头树鹛（学名：Malacopteron cinereum），是画眉科树鹛属的一种，分布于文莱、老挝、越南、泰国、印度尼西亚、马来西亚和柬埔寨。该物种的保护状况被评为无危。
小红头树鹛的平均体重约为18.1克。栖息地包括亚热带或热带的沼泽林、亚热带或热带的湿润低地林和亚热带或热带严重退化的前森林。